# 9975 Takimotokoso
9975 Takimotokoso este un asteroid din centura principală de asteroizi.

## Descriere
9975 Takimotokoso este un asteroid din centura principală de asteroizi. A fost descoperit pe 12 septembrie 1993 la Kitami de Kin Endate și Kazuro Watanabe. Asteroidul prezintă o orbită caracterizată de o semiaxă mare de 2,46 ua, o excentricitate de 0,14 și o înclinație de 1,0° în raport cu ecliptica.